# Clifton (Oxfordshire)
Clifton – osada w Anglii, w hrabstwie Oxfordshire, w dystrykcie Cherwell. Leży 26 km na północ od Oksfordu i 96 km na północny zachód od Londynu.